# Dubbele Wiericke

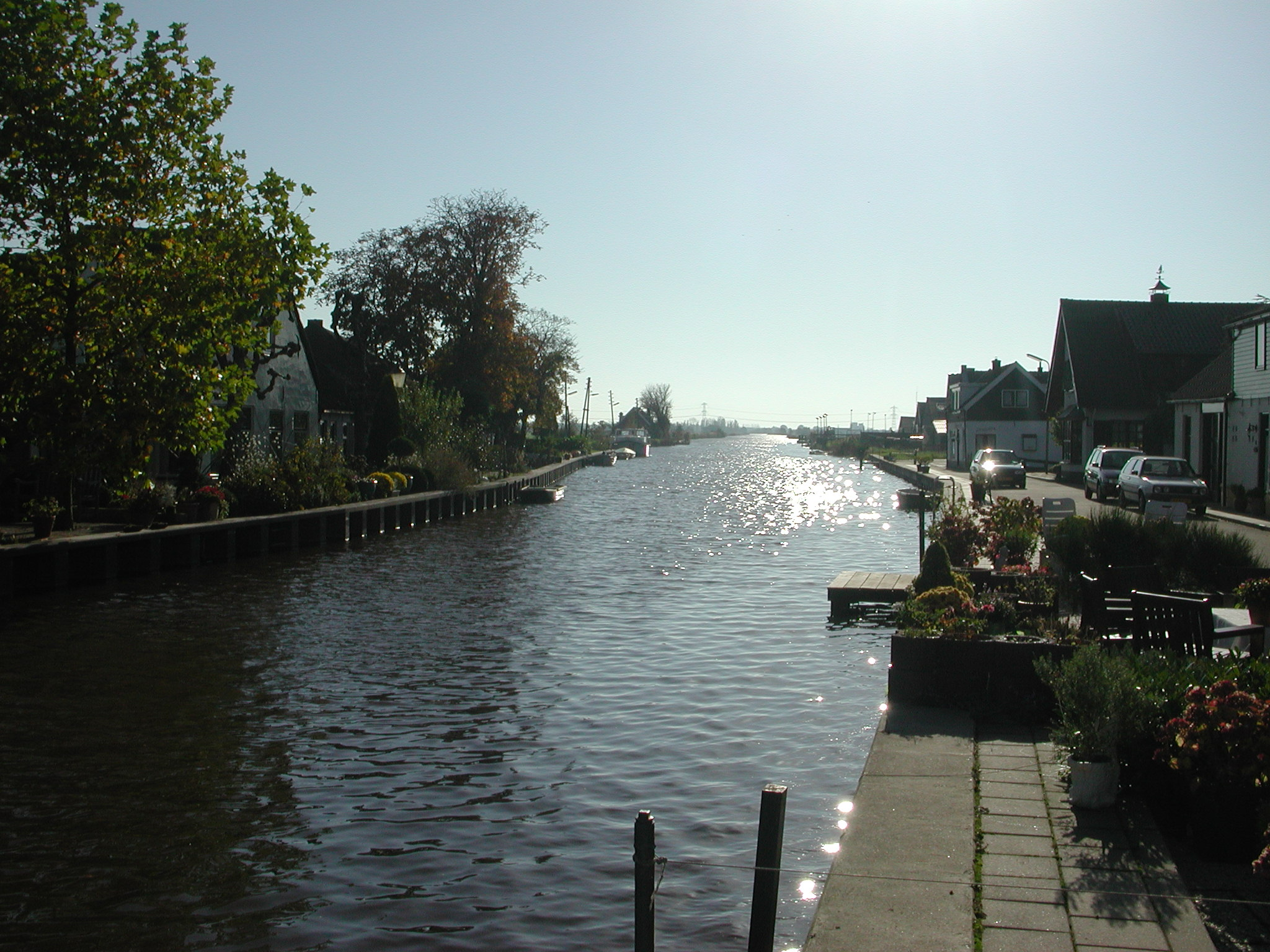
La Dubbele Wiericke au passage à Driebruggen

La Dubbele Wiericke est un canal néerlandais des provinces de Hollande-Méridionale et d'Utrecht.

## Géographie
Le Dubbele Wiericke, parfois Grote Wiericke, a été creusé en 1360 pour évacuer le surplus d'eau du Vieux Rhin vers l'IJssel hollandais. Le Dubbele Wiericke sert également de liaison pour la navigation entre les deux rivières et fait partie de l'ancienne ligne de défense de la Hollande. Le Dubbele Wiericke est creusé entre Nieuwerbrug et Hekendorp, en passant par Driebruggen.

## Ligne de défense
Parallèle au Dubbele Wiericke, le Enkele Wiericke a été creusé ; la petite bande de terre entre les deux étendues d'eau s'appelle Lange Ruige Weide. En 1627 le stathouder Guillaume III a fait construire sur la rive occidentale de l'Enkele Wiericke une digue (la Prinsendijk ou digue du Prince), qui avait pour but de retenir l'eau du cours supérieur des rivières et de la concentrer dans la Lange Ruige Weide. C'est le point le plus étroit de la ligne de défense de la Hollande, qui ne mesure ici que 1 500 mètres.

## Source
- (nl) Cet article est partiellement ou en totalité issu de l’article de Wikipédia en néerlandais intitulé « Dubbele Wiericke » (voir la liste des auteurs).